# Den Drupneuze
Den Drupneuze is een Belgisch bier. Het werd tot 2012 gebrouwen in Huisbrouwerij Den Tseut te Oosteeklo.

## Achtergrond
Het bier werd gelanceerd in 2008.

Op het etiket staat een varken, wat typisch is voor de brouwerij. Dit verwijst naar de bijnaam van de inwoners van Oosteeklo, varkens (of Tseuten in het dialect, vandaar de naam van de brouwerij). Het varken draagt een sjaal en heeft een druipneus, verwijzend naar de naam van het bier.

## Het bier
Den Drupneuze is een amberkleurig bier van hoge gisting met een alcoholpercentage van 8,5%. Dit bier werd enkel in het winterseizoen gebrouwen.
Den Mulder ·
Den Tseut ·
Den Bi3r ·
Bras ·
Den Krulsteirt ·
Den Drupneuze ·
Belle Cies ·
Hoppesnoet